# Campus de Saint-Maudé
Le Campus de Saint-Maudé est un campus lorientais situé au sud-ouest de la ville, et spécialisé dans les sciences, technologie, ingénierie et mathématiques (STIM). Il compte des composantes de l'Université de Bretagne-Sud.
Le campus nommé d'après la rue du même nom est situé à proximité de l'autre campus lorientais, le campus de Lanveur, spécialisé dans les sciences humaines. 

## Historique
Le bâtiment 2 du campus accueille les premiers étudiants en science à la rentrée 2009 après le départ de ceux-ci du campus de Lanveur. Le projet de 4 000 m2 a alors couté 8 millions d'euros.
Un bâtiment est construit à partir de 2011 pour accueillir l'ENSIBS, la première pierre étant posée le 16 juin 2011, et le projet coutant 14,3 millions d’euros.

## Établissements
Il regroupe :
- Sciences 1 et 2 : Faculté des Sciences et Sciences de l'Ingénieur de Bretagne-Sud et ENSIBS
- Centre de recherche : Laboratoires Lab-STICC, LIMATb et LBCM
- Service de la Médecine Préventive Universitaire

## Accès
- Par bus :1-21-22-24-30-31-40-42-60-80